# Cerro Los Indios
El Cerro Los Indios (10°26′27″N 70°45′51″O / 10.4408, -70.7641) es una formación de montaña ubicada en el límite suroeste del estado Falcón con Zulia, al oriente de la cuenca del Lago de Maracaibo, Venezuela. A una altitud de 1334 m s. n. m. el Cerro Los Indios es una de las montañas más altas en Falcón. Junto con el Cerro Lindo y otros macizos vecinos, forma parte de la Serranía del Empalado.